# Otto Eisenmann

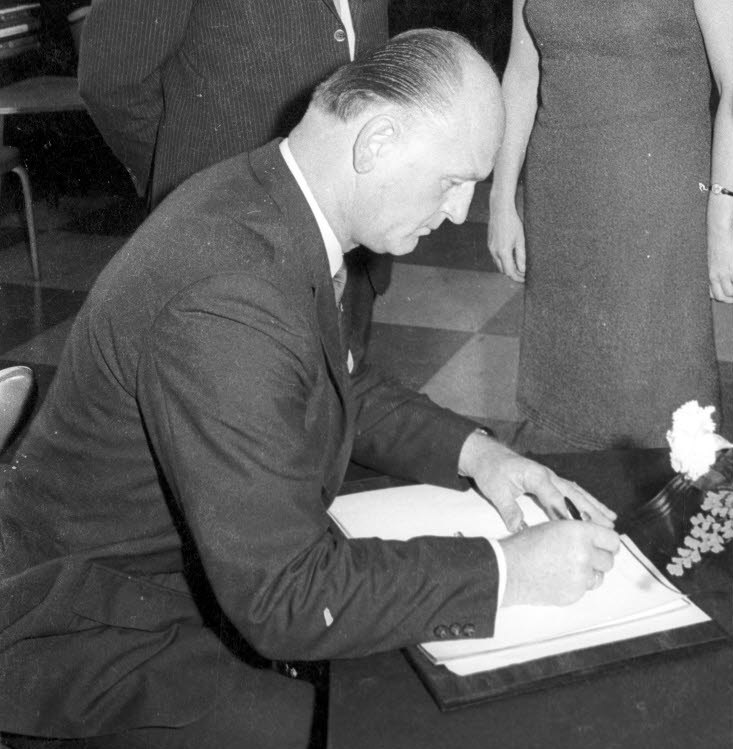
Otto Eisenmann (1968)

Otto Eisenmann (* 26. Februar 1913 in Alpirsbach, Württemberg; † 19. Februar 2002 in Oelixdorf) war ein deutscher Politiker (DP, FDP, CDU).

## Leben
Nach der mittleren Reife und Selbststudium bestand Eisenmann, der evangelischen Glaubens war, das Abitur als Externer. Anschließend absolvierte er eine Lehre als Versicherungskaufmann und bildete sich durch ein autodidaktisches Studium der Staats-, Wirtschafts- und Sozialwissenschaften fort. 1940 wurde er zum Kriegsdienst eingezogen und blieb bis zum Kriegsende Soldat, zuletzt im Range eines Leutnants. Er geriet in Kriegsgefangenschaft, aus der er 1948 entlassen wurde.
1948 machte Eisenmann sich als Versicherungskaufmann in Itzehoe selbständig und war Generalagent für mehrere Versicherungsunternehmen sowie Inhaber eines Kfz-Finanzierungsbüros. Eisenmann, der vor dem Krieg selbst mehrfacher schleswig-holsteinischer Meister in verschiedenen Leichtathletikdisziplinen und Mitglied der Leichtathletiknationalmannschaft war, wurde 1948 zum Vorsitzenden des ETSV Gut Heil Itzehoe gewählt. 1956 wurde er stellvertretender Vorsitzender des Schleswig-Holsteinischen Landesturnverbandes und stellvertretender Landesvorsitzender des Bundes der Steuerzahler.
Eisenmann war verheiratet und hatte drei Kinder.

## Politik
Am 4. Oktober 1937 beantragte Eisenmann die Aufnahme in die NSDAP und wurde rückwirkend zum 1. Mai desselben Jahres aufgenommen (Mitgliedsnummer 5.251.594). Danker und Lehmann-Himmel charakterisieren seine Grundorientierung zu jener Zeit als „politisch angepasst“.
Im Vorfeld der Bundestagswahl 1949 war er Mitbegründer des Kreisverbandes Steinburg der Deutschen Partei und wurde deren Kreisvorsitzender sowie Mitglied des DP-Landesvorstandes Schleswig-Holstein. Eisenmann war Vorsitzender des Landesfachausschusses für Wirtschafts-, Finanz- und Verkehrsfragen. Am 3. Juni 1958 trat er aus der DP aus und schloss sich der FDP an. Nach Bildung der sozial-liberalen Koalition auf Bundesebene nach der Bundestagswahl 1969 trat er 1970 zur CDU über.

### Abgeordneter
Eisenmann gehörte seit 1951 dem Kreistag im Kreis Steinburg an. Von 1954 bis zum 26. Oktober 1957 war er Abgeordneter des schleswig-holsteinischen Landtags; er war über die Liste des Wahlbündnisses Schleswig-Holstein-Block, das die DP mit der Schleswig-Holsteinischen Gemeinschaft gebildet hatte, in das Landesparlament gewählt worden. Von 1957 bis zum 1. Juni 1967 gehörte er dem Deutschen Bundestag an. Von 1967 bis zum 20. Januar 1968 war er erneut Landtagsabgeordneter in Schleswig-Holstein.

### Öffentliche Ämter
1959 wurde Eisenmann FDP-Kreisvorsitzender in Steinburg und stellvertretender Landesvorsitzender. Von 1963 bis 1969 war er Landesvorsitzender der FDP Schleswig-Holstein. Von 1951 an war er Ratsherr in Itzehoe, ab 1966 als Bürgervorsteher.
Eisenmann war seit 1951 stellvertretender Bürgermeister von Itzehoe. Vom 3. Mai 1967 bis zum 15. November 1969 war er Minister für Arbeit, Soziales und Vertriebene in Schleswig-Holstein.